# Кинематограф Югославии
Кинематограф Югославии — кинопроизводство, происходившее на территории Югославии. Среди заметных явлений выделяются фильмы «Чёрной волны», «Партизанское кино» и «Загребская школа анимации». К признанным режиссёрам относятся Пуриша Джорджевич, Душан Макавеев, Эмир Кустурица, Срджан Драгоевич и другие. К особенностям, которые неоднократно подмечали кинокритики, описывая югославское кино, относятся экспрессивность и бунтарство, гедонизм, абсурдизм, трагикомичность. Нередко — отсутствие счастливого конца.

## История

### От возникновения до 1945 года
В Сербии кинематограф появился так же, как и в большинстве европейских государств, в конце XIX века. Первый кинопоказ состоялся 6 июня 1896 году в таверне «Золотой крест» в Белграде. Первым сербским фильмом считается документальная лента о коронации Петра I, снятая на плёнку англичанином Френком Моттершоу в 1904 году. Первый игровой фильм, снятый в Сербии — «Жизнь и деяния бессмертного вождя Карагеоргия». После Первой мировой войны балканские славяне объединились в одно государство, но кинематограф там был плохо развит, и широко признанных фильмов за этот период в Югославии не было. До прихода к власти коммунистов в Югославии было снято всего около 20 фильмов.

### Кинематограф социалистической Югославии
После прихода к власти коммунистов во главе с маршалом Тито кинематограф Югославии встал на государственные рельсы, и вплоть до падения коммунистического строя большинство югославских картин снималось на государственные деньги. Это был период расцвета югославского кино. Кинематограф для правительства Тито служил пропагандой, благодаря чему государство выделяло необходимые средства.

#### «Партизанское кино»
В 1940-е — 1970-е годы широкое распространение в Югославии получили фильмы о Второй мировой войне. Поскольку регулярная армия в 1941 году служила интересам буржуазного правительства и, тем более, не оказала почти никакого сопротивления агрессорам, в кино прославляли партизан. В годы войны в Югославии действительно было очень развито партизанское движение, тем более, именно командующие армии сопротивления в 1946 году возглавили государство.
Некоторые из «партизанских» фильмов представляют большой художественный интерес. В их числе «Козара» и «Битва на Неретве» Велько Булайича, «Офицер с розой» Деяна Сорака, «Последний мост». «Битва на Неретве» представляет особый интерес, как главный блокбастер югославского партизанского кинематографа, объединивший в своём актёрском составе ведущих звёзд кинематографов Югославии, СССР и США. Однако жанр, ставший визитной карточкой югославского кино, быстро оброс штампами и оказался идеологизирован. Критически к данной ситуации подошёл фильм «Герои» (серб. Делије) Мичи Поповича. А много позже съёмки идеологического «партизанского» фильма с нескрываемой иронией позже показал Эмир Кустурица в картине «Андерграунд».

### Советско-югославские фильмы
Несмотря на натянутые политические отношения между странами, было снято несколько совместных советско-югославских фильмов: «В горах Югославии», «Олеко Дундич», «Дикий ветер», «Единственная дорога». В основном это было тоже «партизанское кино».

### Другие официальные фильмы
Историческая тематика в югославском кино не ограничивалась темой партизанского движения, в СФРЮ были сняты «Закон любви», «Косовская битва» и «Зона Замфирова» (реж. Здравко Шотра). Снимались и комедии, наиболее известная — «Жикина династия».

### Авторское кино (1960-е — 1970-е)
В 1960-х годах в Югославии появилось новое поколение режиссёров, снимавших достаточно независимое (насколько это было возможно) кино и обновивших весь облик национального киноискусства. Впрочем, в СФРЮ цензура не была такой жёсткой, как в странах Варшавского договора, и фильмы «новой волны» побудили западных киноведов назвать Югославию самой свободной из всех стран социалистического лагеря.

#### Новый взгляд на войну
В 1970-е появилось ещё одно поколение югославских режиссёров. Они опирались на опыт «шестидесятников», но предлагали свои ответы на те же вопросы. Самым значительным фильмом этого периода были «Судьбы» режиссёра Предрага Голубовича — фильм, небольшой для полнометражного по длине (64 минуты), в сценарий которого преднамеренно не было включено никаких диалогов (в картине звучит только несколько уставных реплик на немецком языке). Ещё одним значительным фильмом был «Кто там поёт?». Кроме Голубовича и Слободана Шияна следует отметить режиссёра Александра Петровича.
Югославских режиссёров этого поколения отличало новое видение войны. Если военные фильмы СФРЮ 1940-х — 1960-х строились на героическом пафосе, то у этих режиссёров пафос был трагический.
Из невоенных фильмов интересно «Особое воспитание» (1977, реж. Горан Маркович)

#### Чёрная волна
Совершенно отдельно расположены кинематографисты, творчество которых позже будет названо Югославской чёрной волной: Душан Макавеев, Александр Петрович, Живоин Павлович, Желимир Жилник и другие.

#### Пуриша Джорджевич
Одним из самым ярких представителей поколения режиссёров шестидесятых был Пуриша Джорджевич. Как и большинство югославских режиссёров послевоенного периода, он снимал фильмы о Второй мировой войне. Джорджевич непосредственный участник войны, он был в концентрационных лагерях, сбежал оттуда и потом активно участвовал в освободительной борьбе. От других режиссёров Пуриша Джорджевича отличает лёгкость и гибкость киноязыка. Идеи его фильмов пытались вложить в свои картины и другие режиссёры 1960-х, но у Пуриша Джорджевича эти идеи сочетались с талантом и профессионализмом. Его самые известные фильмы «Девушка» (1965), «Мечта» (1966), «Утро» (1967), «Полдень» (1968)

#### Душан Макавеев
Особняком среди режиссёров Югославии 1970-х стоит Душан Макавеев, снимавший смелые экспериментаторские фильмы, интересные критикам. Некоторые называют фильмы Макавеева высшей точкой югославского киноабсурдизма.
У себя на родине Макавеев снял четыре фильма, включая известную ленту «В. Р. Мистерии организма» (1971), после чего эмигрировал, и ещё шесть фильмов поставил за пределами Югославии, в их числе такие, как «Сладкое кино» (1974) и «Манифест» (1988).

#### Горан Паскалевич

«Чужая Америка», афиша

Ещё один необычный югославский режиссёр — Горан Паскалевич. Он снимал фильмы и в 1980-е, и в 1990-е, и продолжает заниматься этим и теперь, но принадлежит, бесспорно, к поколению 1970-х. Фильмы Паскалевича наполнены символизмом и трагичны, но, в то же время, и смешны (трагикомизм, как отмечалось выше, вообще характерен для югославского кино). Лучшие фильмы Паскалевича — «Дети» (1973), «Обманчивое лето 1968» (1984), «Время чуда» (1989), «Чужая Америка» (1995), «Пороховая бочка» (1998), «Сон в зимнюю ночь» (2004)

### 1980-е
В 1980-х годах окончательно оформился характерный стиль югославского кино. Режиссёры уже не считались с цензурой и снимали фильмы на самые разные темы. Для их фильмов была характерна абсурдность, экспрессия, гротескность, граничащая с кичем, национальный колорит. Характерные фильмы для этого периода — «Чудо невиданное» (Cudo nevidjeno, 1984, реж. Живко Николич), получивший приз Московского Кинофестиваля; «Октоберфест» (1987), «Как закалялась сталь», «Обманчивое лето 1968» Паскалевича о событиях Пражской весны а также фильмы наиболее прославившегося режиссёра Югославии — Эмира Кустурицы.

#### Эмир Кустурица
Самый известный за пределами своей родины югославский режиссёр. Его фильмы сочетают в себе характерную для среднеевропейского кино проблематику и типично югославскую манеру самой постановки, а отличает их экспрессивность и фантасмагоричность. К национальному колориту Кустурица пришёл не сразу — его первые фильмы «Помнишь ли ты Долли Белл?» (1981) и «Папа в командировке» (1985) — вполне европейские по форме, но последовавшее за ними «Время цыган» («Dom za vesanje», 1988, фильм известен также под названием «Дом для повешения») обладает всеми характерными чертами югославского кино. В 1993 году Кустурица снял в США фильм «Аризонская мечта» («Arizona dream»), а фильмы «Андерграунд» («Underground», 1995), «Чёрная кошка, белый кот» («Crna maćka, beli maćor», 1998) и «Жизнь как чудо» («Život je čudo») (2004) окончательно закрепили славу Кустурицы. Все эти фильмы носят черты, присущие как творчеству Эмира Кустурицы, так и югославскому кино в целом.

## Анимация в Югославии

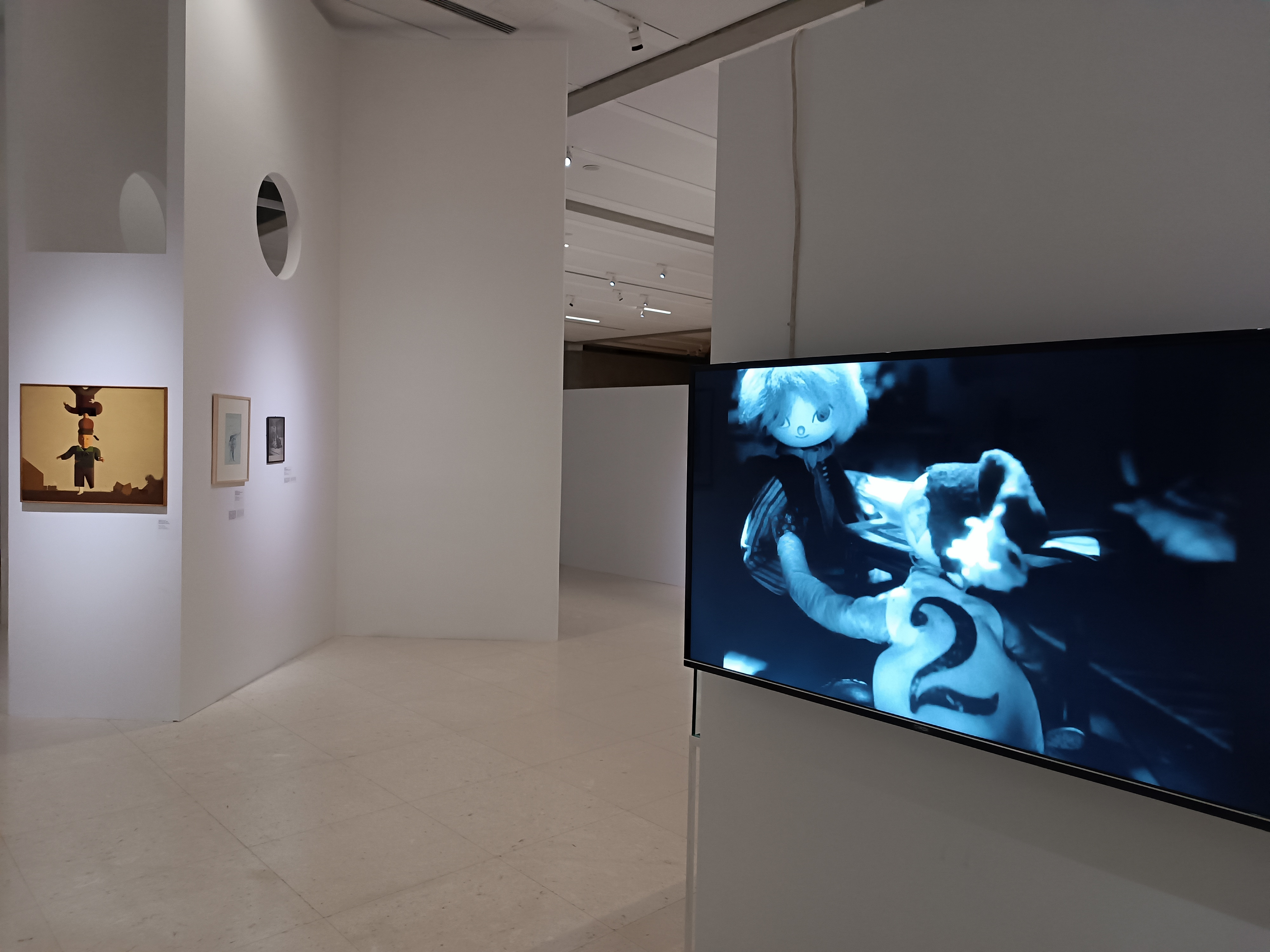
Кадр из «Пионера и двойки»: злонамеренная Двойка всячески пытается оттащить Пионера от делания уроков.

Первые опыты югославской анимации относятся к коллективам, собравшимся вокруг Загребской киностудии — это несколько созданных хорватскими комиксистами Вальтером и Норбертом Нойгебауэрами коротких мультфильмов «Устная газета» (хорв. Usmene Novine) и «Все на выборы» (хорв. Svi na izbori) в 1945 году. В Белграде, при киностудии Avala Film, благодаря энтузиазму Веры Йочич стала развиваться кукольная анимация. В 1949 году она выпустила фильм «Пионер и двойка» (серб. Pionir i dvojka).
К главным достижениям Югославии в анимационном кино относят т.н. «Загребскую школу анимации». К числу лидеров югославской мультипликации относят Душана Вукотича (1927—1998) и Петара Глигоровского (1938—1995). В частности, короткий мультфильм Вукотича «Суррогат» стал единственным югославским фильмом, получившим кинопремию «Оскар» в 1962 году.
В 1986 году был выпущен полнометражный фильм «Чудесный лес», который имел, как кассовый успех, так и международную популярность.

## Институции Югославского кинематографа

### Киностудии
- Avala Film[англ.]
- Авторская киностудия[англ.]
- Jadran film[англ.]
- Kosovafilm[англ.] (серб. Косова филм)
- Triglav Film[серб.]
- Вардар филм[серб.]
- Загреб-фильм (хорв. Zagreb film)

### Кинофестивали
- Фестиваль Югославского фильма (серб. Фестивал југословенског филма)[4]
- Международный белградский кинофестиваль FEST[англ.]
- Всемирный фестиваль анимационных фильмов в Загребе
- Международный кинофестиваль «Братья Манаки»

### Архивы и музеи
- Югословенский киноархив[англ.] (серб. Југословенска кинотека)
- Киноархив Хорватии[англ.] (хорв. Hrvatska kinoteka)
- Киноархив Боснии и Герцеговины (босн. Kinoteka Bosne i Hercegovine)

## Кинематограф периода распада Югославии
С приходом капитализма в Югославии количество фильмов уменьшилось, и многие картины снимались на деньги иностранных продюсеров. На этот период пришёлся пик популярности Эмира Кустурицы, который в 1995 году получил вторую «Золотую пальмовую ветвь» за фильм «Андерграунд» — эпическую притчу о разрушающейся стране, а в 1998 году снявший комедию «Чёрная кошка, белый кот».
Горан Паскалевич в 1998 году снял «Бочку пороха», получившую призы на престижных фестивалях.
Из других фильмов стоит выделить «Crni bombarder» (реж. Дарко Бажич, 1992) и «Rat uzivo» (реж. Дарко Бажич, 2000), иллюстрирующий ситуацию, в которой оказался национальный кинематограф — фабула фильма заключается в том, что у съёмочной группы фильма неожиданно заканчиваются деньги, выделенные продюсерами. А также фильмы Срджана Драгоевича, запечатлевшие период распада — «Красивые деревни красиво горят» и «Раны».

## Кинематограф в странах бывшей Югославии

«Жизнь как чудо», обложка DVD

В последние годы в кинематограф балканских стран возвращаются деньги, и фильмов становится больше, хотя за редким исключением режиссёры из бывшей Югославии редко обретают известность за пределами своих стран. Важной темой фильмов региона являются югославские войны.

### Сербия
Национальный и международный успех в 1990-е годы достигли фильмы Срджана Драгоевича, «Профессионал» Душана Ковачевича и «Любовь» Владана Николича, фильмы Эмира Кустурицы. Национальным хитом 1998 года стал фильм «Лай на звёзды». В начале нового тысячелетия мировую популярность сохранил Эмир Кустурица, а так же приобрели фильмы, для которых он выступил, как продюсер, например, «Клубничка в супермаркете» Душана Милича. В 2004 году вышли очередные фильмы Эмира Кустурицы — «Жизнь как чудо», завоевавший несколько призов на международных фестивалях, и Горана Паскалевича — «Сон в зимнюю ночь». Интересным и неординарным представителем нового сербского кинематографа является полнометражный киберпанк-мультфильм «Эдит и я».

### Хорватия
Два последних известных фильма хорватского производства — «Запчасти» (совместно со Словенией) о торговцах людьми и «Спи, моё золотко» (реж. Невен Хитрец, 2005) о первой любви, возникающей между молодыми людьми на фоне войны.

### Босния и Герцеговина
Из боснийских режиссёров наибольшего успеха добился Данис Танович — в 2001 году он получил приз Каннского кинофестиваля за лучший сценарий, а в 2002 году удостоился «Оскара» за лучший иностранный фильм. Обе награды Танович получил за свой игровой дебют — антивоенную драму «Ничья земля». До этого фильма Танович снял большое количество документальных лент о трагических событиях 1990-х годов.
В 2006 году ещё один боснийский фильм получил крупную награду — женщина-режиссёр Ясмила Жбанич заработала «Золотого медведя» Берлинского кинофестиваля за фильм «Грбавица».

### Словения
Самым известным режиссёром Словении является Исток Ковач, произведения которого часто называют не фильмами, а видеокомпозициями — основой лент Ковача является танец. Его самый известный фильм — «Дом свободы» (словен. Dom svobode, 2000). В 2001 году фильм Яна Цвитковича Kruh in Mleko получил «Золотого льва будущего» Венецианского кинофестиваля. В 2006 году на XXVIII Московском кинофестивале была представлена работа молодого словенского режиссёра Маттиаса Клопчича «Возлюбленная Любляна». Стоит упомянуть и совместную с Хорватией картину «Запчасти».

### Македония
За последние несколько лет Македония поучаствовала в создании двух фильмов, более или менее позвучавших за рубежом: «Разогреть вчерашний обед» (2002, реж. Костадин Бонев, совместно с Болгарией) и «Балканкан» (2004, реж. Дарко Митревски)

### Черногория
Единственная страна бывшей Югославии, в которой кинематограф находится в наиболее плачевном состоянии. В городе Херцег-Нови каждый год проводится кинофестиваль. Среди известных режиссёров можно назвать Николу Вукчевича («Вид с Эйфелевой башни», 2005), Живко Николича, Крсто Папича и Здравко Велимировича.

### Кинофестивали в странах бывшей Югославии
- В Сербии проходит множество кинофестивалей, в одном Белграде их количество в течение года исчисляется десятками. Однако среди главных можно выделить FEST[англ.], Фестиваль авторского фильма (FAF), Merlinka, Cinema City[англ.] в Нови-Саде и Фестиваль кино и музыки «Кустендорф».
- Международный фестиваль в Сараево, Босния и Герцеговина.
- Кинофестиваль в Пуле, Хорватия
- МКФ в Херцег-Нови[серб.], Черногория
- Всемирный фестиваль анимационных фильмов в Загребе